# Liste der Naturdenkmale in Höheischweiler
Die Liste der Naturdenkmale in Höheischweiler nennt die im Gemeindegebiet von Höheischweiler ausgewiesenen Naturdenkmale (Stand 23. Mai 2024).

## Ehemalige Naturdenkmale
| Nr. | Bezeichnung            | Lage                                    | Beschreibung                                                    | Bild                                    |
| --- | ---------------------- | --------------------------------------- | --------------------------------------------------------------- | --------------------------------------- |
|     | Felsengruppe Kaselkopf | südwestlich des Ortes an der L 471 Lage | Felsenformation; vor 1990 zerstört, Rechtsverordnung aufgehoben | Direkt Bild zu diesem Denkmal hochladen |